# 小林靖弘
小林 靖弘（こばやし やすひろ）は、日本の実業家、戦略コンサルタント。
現在は、オンラインカウンセリングサービス展開する株式会社メクセル（東京都千代田区）代表取締役を務める。

## 来歴
慶應義塾大学大学院医学研究科修了。外資戦略コンサル、大手WEB系を経て起業。